# Reggenza di Banjar
La reggenza di Banjar (in indonesiano: Kabupaten Banjar) è una reggenza dell'Indonesia, situata nella provincia di Kalimantan Meridionale.